# Hemming Åström
Hemming Åström, född 1844 i Torneå, död 1895, var en finsk industriman och delägare i läderfabriken Bröder Åström ab i Uleåborg, Finland. Hans äldre bror Karl Robert Åström grundade läderfabriken 1863 och Hemming Åström blev delägare fem år senare. Han utnämndes till kommerseråd.
Fabriken växte kraftigt och blev Nordens största inom branschen. På 1910-talet sysselsatt fabriken ca 1600 personer, vilket utgjorde knappa 10% av Uleåborgs befolkning. 
Både Karl Robert och Hemming Åström var samhällsaktiva i Uleåborgsneijden. Hemming Åström var även aktiv inom andra industrier i Norra Österbotten.